# Богословская школа Университета Аристотеля в Салониках
Богосло́вская шко́ла Универси́тета Аристо́теля в Сало́никах (греч. Θεολογική Σχολή του Αριστοτελείου Πανεπιστημίου Θεσσαλονίκης, Сало́никская богосло́вская шко́ла, греч. Η Θεολογική Σχολή Θεσσαλονίκης) — высшее учебное заведение Элладской православной церкви, действующее как подразделение Университета Аристотеля в Салониках. Он разделен на 2 направления (факультета): теологическое (Θεολογίας), а также пастырского и социального богословия (Ποιμαντικής και Κοινωνικής Θεολογίας). Салоникская богословская школа издает научный журнал под названием «Επιστημονική Επετηρίδα Θεολογικής Σχολής Ᾱ.Π.Θ.» (Научный ежегодник богословской школы Университета Аристотеля в Салониках).

## История
В соответствии с законом об учреждении Салоникского университета (3341/1926) богословская школа была указана в качестве первой школа (факультет) вновь созданного учебного заведения. Но в том году не получилось. В 1939 году в законе было указано, что духовная школа является одной из шести школ (факультетов). В нём планировалось создать десять кафедр. Митрополит Фесалоникийский Геннадий (Алексиадис) сыграл важную роль в создании школы, когда после падения правительства Папанастасиу группа несогласных добивалась прекращения существования школы.
Митрополит Геннадий направил два письма, от 17 февраля и 17 мая 1927 года, тогдашнему министру образования Афанасиосу Аргиросу, подчеркнув важность создания школы, поскольку это улучшило бы образование духовенства и профессоров богословия, одновременно способствуя искоренению любой антинациональной пропаганде в регионе. Следующим действием митрополита было передать этот вопрос на рассмотрение Синода, получив его согласие. Наконец, он потребовал вмешательства архиепископа Афинского и постоянного Священного Синода. Эту просьбу о создании Школы теологии поддержал тогдашний ректор и профессор права Периклис Визукидис к президенту Республики Александросу Заимису. 16 сентября 1941 года митрополит с новым меморандумом генералу Георгиосу Цолакоглу повторил просьбу, и оккупационное правительство того времени издало указы о создании школы, аргументируя это необходимостью усиления греческого научного присутствия в северной части Греции.
Деятельность школы началась в 1942 году; предусматривалось создание 7 кафедр. В марте 1942 года первые шесть профессоров были избраны комитетом профессоров богословских школ Афин и Салоников. Но в сентябре того же года школа прекратила свою деятельность, в результате чего была фактически упразднена. Наконец, редакционным актом 34/1945 она была воссоздана. Для размещения и организации был предоставлен офис в старом здании нынешней Философской школы и квартира на улице Роману, д. 2. Там богословская школа оставалась до 1961 года, когда закрепил за собой четыре комнаты, две из которых были превращены в лекционные залы. В 1965 году премьер-министр Георгиос Папандреу основал новое крыло богословской школы Университа Аристотеля в Салониках.
Законом об Университете Аристотеля в Салониках 1268/82 установил административное различие между двумя факультетами школы, которые с 1982 года действуют автономно, и каждое из них находится в ведении своего общего собрания. Комплектование кафедр осуществлялось сотрудниками, работавшими в Школе до этого времени.
В 2016 году начал работу вводное направление мусульманских исследований, куда тысячи студентов подали заявки и начали занятия, несмотря на бурную реакцию того времени.

## Деканы
- Михаил Тритос (2010—2020)
- Хризостом Стамулис[вд] (с 9 января 2021)